# Fartøjsdistrikt
 Denne artikel omhandler overvejende eller alene danske forhold. Hjælp gerne med at gøre artiklen mere almen.
Fartøjsdistrikt er en administrativ geografisk inddeling, der anvendes ved registrering af fiskefartøjer. HG er Hirtshals Fartøjsdistrikt
Fartøjerne er registreret inden for 23 distrikter

## Distrikter og gældende kendingsbogstaver
| Distrikt                                                   | Kendingsbogstaver |
| ---------------------------------------------------------- | ----------------- |
| Esbjerg                                                    | E                 |
| Frederikshavn undtagen Skagen og Hirtshals                 | FN                |
| Haderslev                                                  | HV                |
| Helsingør                                                  | H                 |
| Hirtshals                                                  | HG                |
| Holstebro, Skive og Thyborøn med undtagelse af Hvide Sande | L+SK              |
| Hvide Sande (tidligere Ringkøbing)                         | RI                |
| Kalundborg                                                 | KA                |
| Korsør                                                     | KR                |
| København                                                  | K                 |
| Køge                                                       | KE                |
| Nykøbing Falster                                           | NF+N              |
| Næstved                                                    | ND                |
| Odense, Middelfart                                         | O+MI              |
| Randers                                                    | RS                |
| Rønne                                                      | R                 |
| Skagen                                                     | S                 |
| Svendborg                                                  | SG                |
| Sønderborg                                                 | SØ                |
| Thisted, Hanstholm                                         | T+HM              |
| Vejle, Fredericia, Horsens og Kolding                      | VE+FA+HO          |
| Aalborg                                                    | A                 |
| Aarhus                                                     | AS                |

## Historiske kendingsbogstaver
| Kendingsbogstaver | Distrikt   |
| ----------------- | ---------- |
| AA                | Aabenraa   |
| HK                | Holbæk     |
| LN                | Løkken     |
| M                 | Marstal    |
| MT                | Middelfart |
| N                 | Nakskov    |
| NG                | Nyborg     |
| RU                | Rudkøbing  |
| SE                | Svaneke    |